# Ahkal Moʼ Nahb I
Ahkal Moʼ Nahb I, còn được gọi là Chaacal và Akul Anab I là một nhà vua Maya của thành phố Palenque. Ông đã tại vị vào ngày 5 tháng 6 năm 501 cho đến khi ông mất. 

## Gia đình
Ahkal Moʼ Nahb I là người tại vị sớm nhất được ghi lại của Palenque có ngày sinh, gia nhập và ngày mất. Ông có thể là em trai của người tiền nhiệm ngay lập tức của ông, Bʼutz Aj Sak Chiik. Vì không rõ lí do, Ahkal Moʼ Nahbʼ được nhắc đến nhiều lần trong các câu chuyện chính thức do Pacal Đại Đế để lại, người mà đã tại vị Palenque một thế kỷ sau. Người ta tin rằng Pacal coi Ahkal Moʼ Naabʼ I là một nhân vật lịch sử đặc biệt quan trọng hoặc tổ tiên của ông.